# Alfréd Eross
Imre Alfréd Erőss (Prisian, 7 luglio 1909 – Cluj, 2 agosto 1950) è stato un vescovo cattolico rumeno.

## Biografia
Monsignor Imre Alfréd Erőss nacque a Prisian il 7 luglio 1909.

### Formazione e ministero sacerdotale
Terminati gli studi al ginnasio cattolico di Timișoara espresse il desiderio di diventare gesuita. Suo padre però glielo proibì. Nel 1929 iniziò gli studi teologici ad Alba Iulia che proseguì alla Pontificia Università Gregoriana di Roma.
Il 27 ottobre 1935 fu ordinato presbitero a Roma. Nel 1937 conseguì il dottorato in teologia. Fu vicario parrocchiale a Sibiu dal 1935 al 1937 e a Lăzarea dal 1937 al 1938. Nel 1938 divenne docente al seminario teologico di Alba Iulia e il 1º settembre 1941 professore di teologia dogmatica all'Accademia teologica di Santo Stefano a Cluj e vicario episcopale. Dal 1944 al 1948 fu decano e protopope di Turda.

### Ministero episcopale
Il 2 febbraio 1949 ricevette l'ordinazione episcopale in segreto nella cappella della nunziatura apostolica a Bucarest dal vescovo di Savannah-Atlanta Gerald Patrick Aloysius O'Hara, reggente della nunziatura, coconsacranti il vescovo di Alba Iulia Áaron Márton e il vescovo titolare di Trapezopoli Ioan Ploscaru.
Pubblicò numerosi scritti di carattere teologico e religioso.
Morì per cause naturali all'ospedale di Cluj il 2 agosto 1950. È sepolto nel cimitero di Turda.

## Opere
- M: Az út. Költ. (Arad, 1928);
- Szent József kis zsolozsmás kv-e (Timișoara, 1929);
- D. Herrlichkeiten d. göttlichen Gnade (Roma, 1935);
- D. Lehre v. d. Erlösung im 19. Jahrhundert (Uo., 1937);
- M. J. Scheeben: Briefe nach Rom (Freiburg, 1939);
- Majláth pp. lelki arca (Arad, 1940);
- Egyh. és élet. Erdélyi kat. évkv. Összeáll (Cluj, 1941);
- A megváltás. A megváltás dogmája Scheeben teol-jában (Uo., 1942);
- Székelyek dícsérete. Versek (Uo., 1942);
- Mítosz, vallás és irod (Cluj, 1943);
- Az egység útja és az ökumenikus mozg (Cluj, 1944);
- Az emberi személy problémája (Budapesta, 1944);
- A vallásnevelés (Uo., 1944).

## Genealogia episcopale
La genealogia episcopale è:
- Cardinale Scipione Rebiba
- Cardinale Giulio Antonio Santori
- Cardinale Girolamo Bernerio, O.P.
- Arcivescovo Galeazzo Sanvitale
- Cardinale Ludovico Ludovisi
- Cardinale Luigi Caetani
- Cardinale Ulderico Carpegna
- Cardinale Paluzzo Paluzzi Altieri degli Albertoni
- Papa Benedetto XIII
- Papa Benedetto XIV
- Cardinale Enrico Enriquez
- Arcivescovo Manuel Quintano Bonifaz
- Cardinale Buenaventura Córdoba Espinosa de la Cerda
- Cardinale Giuseppe Maria Doria Pamphilj
- Papa Pio VIII
- Papa Pio IX
- Cardinale Raffaele Monaco La Valletta
- Cardinale Francesco Satolli
- Cardinale Dennis Joseph Dougherty
- Vescovo Gerald Patrick Aloysius O'Hara
- Vescovo Imre Alfréd Erőss